# 32776 Nriag
32776 Nriag este un asteroid din centura principală de asteroizi.

## Descriere
32776 Nriag este un asteroid din centura principală de asteroizi. A fost descoperit pe 29 mai 1987 la Observatorul Palomar de Carolyn S. Shoemaker și Eugene M. Shoemaker. Asteroidul prezintă o orbită caracterizată de o semiaxă mare de 2,61 ua, o excentricitate de 0,17 și o înclinație de 15,0° în raport cu ecliptica.